# Billboard Music Awards 2013

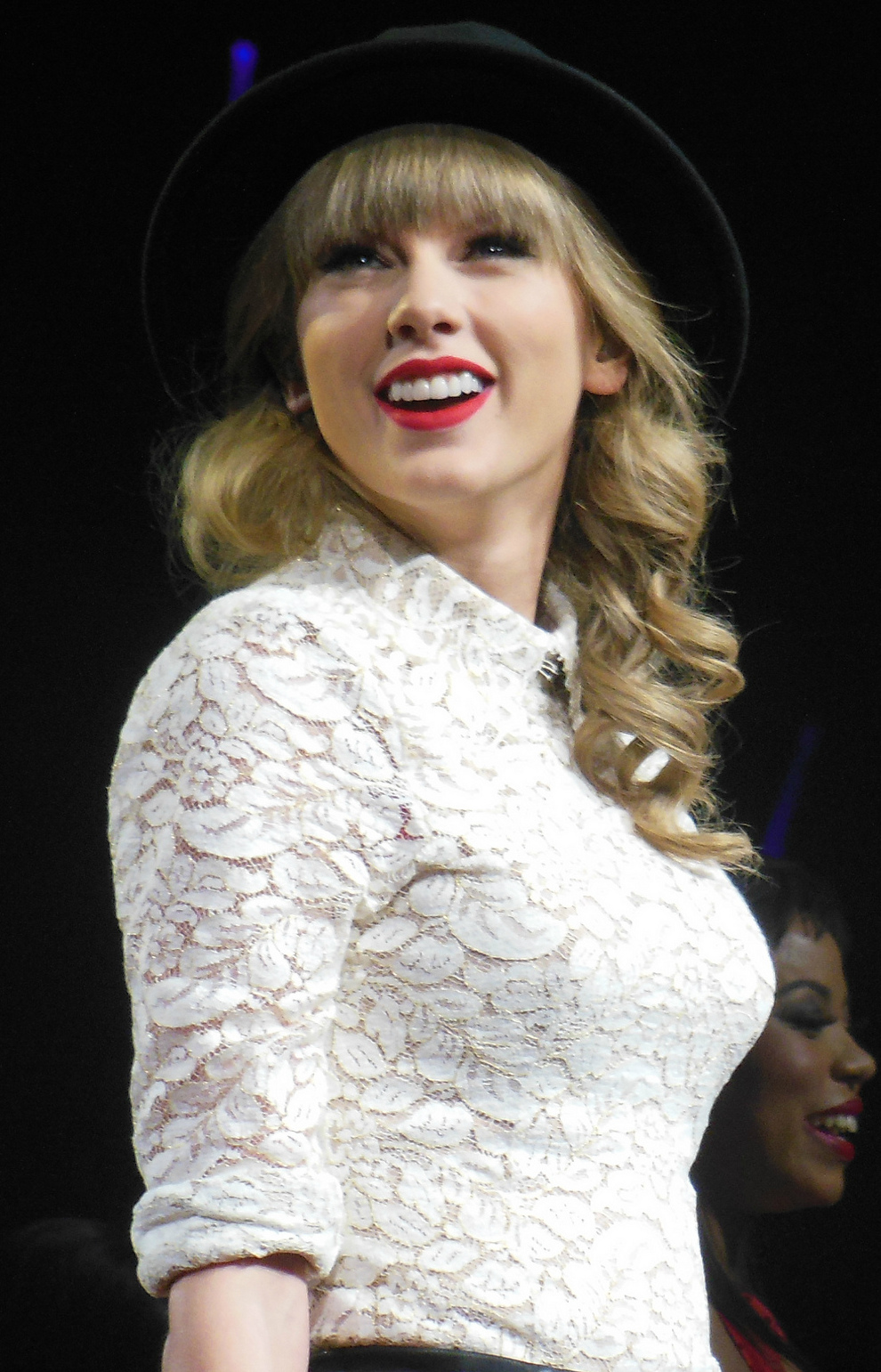
Тейлор Свифт стала самым награждаемым исполнителем церемонии.

Billboard Music Awards — ежегодная церемония вручения музыкальных наград, организуемая и спонсируемая журналом Billboard. Одна из трёх крупнейших музнаград в США наряду с Grammy Awards и American Music Awards. Очередная церемония вручения премий Billboard Music Award прошла в Лас-Вегасе 19 мая 2013 года. Церемония транслировалась по ABC.

## Выступления
- Бруно Марс — Treasure
- Селена Гомес — Come & Get It
- The Band Perry — Dark Side[англ.]
- Icona Pop — I Love It
- Крис Браун — Fine China
- Macklemore and Ryan Lewis ft Wanz — Thrift Shop
- Тейлор Свифт — 22
- Кейси Масгрейвс — Merry Go 'Round
- Джастин Бибер — Take You
- Pitbull, Кристина Агилера и Морген Харкет — Feel This Moment
- Мигель — Adorn[англ.]
- Эд Ширан — Lego House[англ.]
- Дженнифер Лопес ft. Pitbull — Live It Up[англ.]
- Will.i.am & Джастин Бибер — thatPower[англ.]
- Дэвид Гетта ft. Akon & Ne-Yo — Play Hard
- Ники Минаж & Lil Wayne — High School
- Принс — Let's Go Crazy/ Fixurlifeup

## Номинанты и победители Billboard Music Awards 2013

### Артист года
- Тейлор Свифт
- Джастин Бибер
- Maroon 5
- Рианна
- One Direction

### Открытие года
- One Direction
- Gotye
- The Lumineers
- Карли Рэй Джепсен
- PSY

### Лучший певец
- Джастин Бибер
- Бруно Марс
- Джейсон Олдин
- Flo Rida
- Drake

### Лучшая певица
- Тейлор Свифт
- Адель
- Ники Минаж
- Рианна
- Карли Рэй Джепсен

### Лучшая группа
- One Direction
- Maroon 5
- Coldplay
- Fun
- Mumford & Sons

### Лучший артист чарта Billboard 200
- Тейлор Свифт
- Adele
- Mumford & Sons
- Джастин Бибер
- One Direction

### Лучший артист чарта Hot 100
- Maroon 5
- Fun
- Flo Rida
- Тейлор Свифт
- Рианна

### Лучшие гастроли года
- Мадонна
- Coldplay
- Lady Gaga
- Брюс Спрингстин
- Роджер Уотерс

### Лучший поп-артист
- One Direction
- Кристина Агилера
- Джастин Бибер
- Maroon 5
- Бруно Марс

### Лучший R&B исполнитель
- Рианна
- Алиша Киз
- Ашер
- Ne-Yo
- Крис Браун

### Лучший рэп-исполнитель
- Ники Минаж
- PSY
- Flo Rida
- Drake
- Pitbull

### Лучший рок-артист
- Fun
- Coldplay
- Gotye
- Green Day
- No Doubt

### Лучший танцевальный артист
- Мадонна
- Skrillex
- Swedish House Mafia
- Calvin Harris
- Дэвид Гетта

### Лучший радио-артист
- Рианна
- Flo Rida
- Fun
- Maroon 5
- Ники Минаж

### Лучший артист социальных сетей
- Джастин Бибер
- One Direction
- Рианна
- Кэти Перри
- Тейлор Свифт

### Лучший потоковый артист
- Ники Минаж
- PSY
- Рианна
- Drake
- Baauer

### Лучший христианский артист
- tobyMac
- Casting Crowns
- MercyMe
- Крис Томлин
- Мэтт Редман

### Лучший артист чарта Hot-100
- Maroon 5'
- Fun
- Flo Rida
- Рианна
- Тейлор Свифт

### Лучший кантри-артист
- Тейлор Свифт
- Блейк Шелтон
- Кэрри Андервуд
- Джейсон Олдин
- Люк Брайан

### Лучший латиноамериканский исполнитель
- Дженни Ривера
- Дон Омар
- Принс Ройс
- Ромео Сантос
- Шакира